# 9 Canções
9 Canções (em inglês:  9 Songs) é um filme de arte britânico de 2004, do gênero drama romântico-musical, produzido, escrito e dirigido por Michael Winterbottom. O título refere-se às nove músicas tocadas por oito diferentes bandas de rock que complementam a história do filme. Winterbottom teve a ideia de fazer 9 Canções a partir de Plataforma, livro de Michel Houellebecq, e de O Império dos Sentidos, o clássico cult de Nagisa Oshima, segundo Winterbottom, obras nas quais o sexo surge como extensão natural da história.
O filme foi controverso no seu lançamento, devido ao seu conteúdo sexual, que incluía sequência, não simulada, de relações sexuais e sexo oral, bem como uma cena de ejaculação, entre Kieran O'Brien e Margo Stilley. Segundo o The Guardian, 9 Canções foi o filme popular mais sexualmente explícito até a atualidade, em grande parte porque inclui várias cenas de atos sexuais reais entre os dois atores principais. O filme foi exibido em festivais de cinema incluindo Cannes, Sundance, Toronto e San Sebastián. Foi exibido no Brasil no Festival do Rio e lançado em vídeo pela Videofilmes.

## Sinopse
O filme narra uma moderna história de amor, ao longo de um período de doze meses em Londres, Inglaterra, de um jovem casal: Matt, um climatólogo britânico, e Lisa, uma estudante de intercâmbio americana. A história é construída a partir de uma reflexão pessoal da perspectiva de Matt, quando ele está trabalhando na Antártica. O principal interesse do casal é a paixão pela música ao vivo, sendo que eles frequentam concertos de rock juntos. O filme retrata o casal ou Matt sozinho, assistindo a nove músicas, intercaladas por cenas de sexo explícito, todos esses shows realizados na Brixton Academy.

## Elenco
- Kieran O'Brien como Matt
- Margo Stilley como Lisa

## As nove canções
- Black Rebel Motorcycle Club, "Whatever Happened To My Rock And Roll"
- The Von Bondies, "C'mon, C'mon""
- Elbow, "Fallen Angel"
- Primal Scream, "Movin' On Up"
- Dandy Warhols, "You Were The Last High"
- Super Furry Animals, "Slow Life"
- Franz Ferdinand, "Jacqueline"
- Michael Nyman, "Nadia"
- Black Rebel Motorcycle Club, "Love Burns"

## Produção
O'Brien e Stilley se conheceram dias antes do início das filmagens. Não houve ensaios nem havia roteiro; os atores desenvolviam os diálogos. "Às vezes, Michael refilmava cenas", diz O'Brien. "Era difícil, por razões físicas óbvias, mas é o trabalho de um ator".

## Recepção
Derek Malcolm, do The Guardian, elogiou o filme: "9 Canções parecem um filme pornô, mas parece uma história de amor. O sexo é usado como uma metáfora para o resto do relacionamento do casal. E é filmado com a sensibilidade habitual de Winterbottom."
Radio Times fez uma crítica sem brilho, premiando duas estrelas em cinco e afirmando: "Do caos quente e embaçado dos shows ao apartamento escassamente mobiliado onde o casal se une, esse é um exercício de estilo sobre o conteúdo. Como tal, alguns acharão um experimento gratificante de uma casa de arte com muito para recomendá-lo; outros, assistindo simplesmente ao ato sexual explícito e não simulado, podem achar chato e pretensioso ".
O jornal americano The Washington Post, por exemplo, cravou que o sexo é a parte mais chata do filme.
Ao escrever para o East Bay Express, Luke Y. Thompson afirmou: "Michael Winterbottom entrega o sexo, e não muito mais". Ele continuou: "Embora não exista muita narrativa em efeito, Winterbottom literalmente chega ao clímax...O'Brien é bem dotado, enquanto Stilley é totalmente natural...Se o filme fosse mais longo, os eventos na tela pode se tornar muito mais entediante, mas sempre há coisas diferentes o suficiente para evitar repetições tediosas. Você pode ter visto uma punheta na tela, por exemplo, mas já viu um foot job? É interessante, para dizer o mínimo."
Atualmente, 9 Canções detém uma pontuação positiva de 24% no Rotten Tomatoes, com base em 97 críticas, com uma classificação média de 4,38/ 10. O consenso do site afirma: "As cenas de sexo não eróticas rapidamente se tornam tediosas de assistir, e os amantes não têm a personalidade necessária para fazer os espectadores se importarem com eles".

## Controvérsia
De acordo com o The Guardian, 9 Songs é o filme mainstream mais sexualmente explícito até hoje, principalmente porque inclui várias cenas de sexo real entre os dois atores principais. O filme é incomum, pois apresenta seus atores principais, Margo Stilley e Kieran O'Brien, tendo sexo não estimulado e muito gráfico, incluindo carinho genital, masturbação com e sem vibrador (incluindo um footjob na cena da banheira), sexo vaginal penetrante, cunilíngua e felação. Durante uma cena em que Stilley dá a O'Brien uma punheta depois de fazer sexo oral nele, O'Brien se tornou o único ator que foi mostrado tendo uma ejaculação em um filme tradicional produzido no Reino Unido. No interesse da saúde sexual e para evitar qualquer possível gravidez, O'Brien usava camisinha no pênis ereto durante o sexo vaginal, mas não durante o sexo oral. Margo Stilley pediu a Winterbottom para se referir a ela simplesmente pelo nome de sua personagem em entrevistas sobre o filme.
O lançamento desencadeou um debate sobre se as cenas de sexo não simuladas contribuíram artisticamente para o significado do filme ou cruzaram a fronteira para a pornografia. No Reino Unido, o filme recebeu um certificado 18 do British Board of Film Classification que declarou que o conteúdo sexual do filme é excepcionalmente justificado pelo contexto e se tornou o filme mainstream mais explícito a ser classificado no país.
Na Austrália, o Office of Film and Literature Classification atribuiu ao filme uma classificação X, o que impediria a exibição nos cinemas e restringia a venda do filme ao Território da Capital Australiana e Território do Norte. Mais tarde, o Comitê de Revisão da OFLC passou no filme com uma classificação R, embora o Conselho de Classificação da Austrália do Sul tenha aumentado a classificação de volta para X na Austrália Meridional.
Na Nova Zelândia, enquanto a Sociedade para a Promoção de Padrões Comunitários pressionava para que o filme fosse mantido fora dos cinemas, ele foi aprovado sem cortes no R18 pelo Office of Film and Literature Classification. O filme foi transmitido na TV paga da Nova Zelândia, Rialto Channel, em julho de 2007.
Em junho de 2008, o filme foi transmitido na televisão nacional holandesa pela emissora pública VPRO.